# Thalpomys
Thalpomys es un género de roedores de la familia Cricetidae. Las especies de este grupo son endémicas del centro-este de Brasil. 
Tienen una longitud de cabeza a grupa de 83 a 109 cm, una cola de 38 a 70 cm y un peso de hasta 40 g. El pelaje dorsal es de color negruzco, mientras que el ventral es amarillo amarronado.

## Especies
Este género tiene dos especies conocidas:
- Thalpomys cerradensis
- Thalpomys lasiotis